# Chris Carmack
James Christopher "Chris" Carmack, född 22 december 1980 i Washington, D.C., är en amerikansk skådespelare.
Hade från början tänkt sig en karriär inom sport då han i skolan tävlade i baseboll, basket, amerikansk fotboll och brottning. Men teatern lockade och han flyttade till New York för att studera drama. Efter två år i där bestämde han sig att flytta till Los Angeles och inom ett år hade han fått rollen som Luke Ward i OC. Han har också medverkat i filmen Just My Luck tillsammans med OC-kollegan Samarie Armstrong (Anna Stern). Chris spelade även country sångaren Will Lexington i dramaserien Nashville (2012-2018). Efter det spelar han Dr Atticus "Link" Lincoln i Greys Anatomy(2018-nu) . 
Chris Carmack har även medverkat i ett avsnitt med CSI: Miami, där han spelar en båtskötare till ett offer.

## OC
Luke Ward (Cris Carmack) är ihop med Marissa Cooper Mischa Barton. Han spelar vattenpolo och är lagkapten för fotbollslaget i skolan. När Ryan Atwood kommer till Newport blir det slagsmål för Luke tror att Ryan är ute efter Marissa. De ryker ihop ett flertal gånger. Men senare får Luke ge upp om Marissa efter ett antal olika orsaker. Ryan och Marissa blir därefter snart ett par och det gör inte Luke glad så de slåss igen om Marissa. Senare när Luke fått förstått att Marissa inte kommer tillbaka så ger han upp om henne. Luke får senare ett skolprojekt ihop med Ryan och de har aldrig gått ihop tidigare. Ryan besöker Luke för att plugga, när de är färdiga så vill Luke visa sin pappas bilföretag. När de är där så letar de efter hans pappa. De ser Lukes pappa stå och kyssas med en annan kille. Luke springer därifrån och sedan blir det skilsmässa mellan hans föräldrar.